# Bruno Gay-Lussac
Pour les articles homonymes, voir Gay-Lussac (homonymie).
Bruno Gay-Lussac, né à Paris le 1er janvier 1918 et mort dans cette même ville le 6 octobre 1995, est un écrivain français.

## Biographie
Bruno Gay-Lussac descend par ses grands-parents paternels de Louis Joseph Gay-Lussac, célèbre chimiste et pair de France, et de Louis Hachette, fondateur des éditions du même nom. Par sa mère, Marie-Thérèse Lafon, il est le neveu de François Mauriac, époux de Jeanne Lafon.
Son enfance se déroule entre l'appartement parisien de ses parents, le  berceau de la famille Gay-Lussac, à Lussac, dans la Haute-Vienne, et la propriété de sa grand-mère maternelle, à Vémars, dans le Val-d'Oise, où il retrouve ses cousins Mauriac. À dix ans, il perd son frère, Bertrand Gay-Lussac, emporté à l'adolescence par une mastoïdite mal et tardivement soignée. Les circonstances de ce drame, vécu dans un huis clos familial où règne un implacable esprit janséniste et une indifférence réelle ou feinte, marqueront pour la vie l'enfant, et son cousin Claude Mauriac, qui fera explicitement de son journal recomposé,  Le Temps immobile, un "mausolée" en l'honneur de Bertrand et en mémoire de "sa mort impardonnable".
Du Voyage enchanté à ses deux dernières œuvres, Arion et Un cri de solitude, l'œuvre de Bruno sera hantée, sur le mode de la transposition symbolique, par le thème de l'enfance et du deuil, par le motif du voyage initiatique sous la conduite de spectres familiers.
Bruno Gay-Lussac, un temps élève du Collège de Juilly tenu par les oratoriens (comme Bertrand et Claude) puis de diverses institutions, a fait des études de philosophie et de droit, et a travaillé dans une compagnie de navigation maritime, tout en publiant, dans la plus grande discrétion, une œuvre importante.  Ses débuts d'écrivain sont patronnés par son oncle académicien, François Mauriac, qui préface son premier roman, Les Enfants aveugles, publié à l'âge de vingt ans. Plus tard, il reniera sa première veine romanesque, à la narration encore classique, mais qui traite avec puissance de "la dérive d'un homme coupé des autres" (Emmanuel Laugier). Il se lie cependant  avec les écrivains Pierre Klossowski et Louis-René des Forêts.
Les romans et les récits de sa seconde période, à partir de L'Insaisissable, tendent vers une stylisation et un dépouillement de plus en plus frappants. Le monde de Gay-Lussac fascine par son éclat ténébreux empreint de perversité, et par la solitude désespérée qui l'anime secrètement. La plupart de ses textes sont édités chez Gallimard. L'Académie française lui décerne le prix Pierre-de-Régnier en 1974 pour l'ensemble de son œuvre et la Société des gens de lettres son grand prix, en 1995 (distinction refusée par l'auteur).

## Romans et récits
- Les Enfants aveugles, préface de François Mauriac, Grasset, 1938.
- Farandole, Robert Laffont, 1947, prix Roberge de l’Académie française
- Une gorgée de poison, Robert Laffont, 1950
- La Ville dort, Julliard, 1951, prix Max-Barthou de l’Académie française en 1952
- La Mort d’un prêtre, julliard, 1953
- Les Moustiques, Gallimard, 1955
- L’Examen de minuit, Gallimard, 1959
- La Peur, Gallimard, 1961
- L’Insaisissable, Gallimard, 1963
- Le Salon bleu, Gallimard, 1964
- La Robe, Gallimard, Gallimard, 1966
- L’ami, Gallimard, 1968
- Introduction à la vie profane, Gallimard, 1970
- Dialogue avec une ombre, Gallimard, 1972
- L’Homme violet, Gallimard, 1973
- Thérèse, Gallimard, 1975
- La Chambre d’instance,  Gallimard, 1978
- L’Heure, Gallimard, 1979
- L’Arbre éclaté, Gallimard, 1980
- Le Voyage enchanté, Gallimard, 1981, prix Louis-Barthou de l’Académie française en 1982
- L’Autre versant, Balland, 1983
- L’Ane savant, Balland, 1984
- Les Anges fous, Gallimard, 1985
- Mère et fils, Gallimard, 1986, prix des critiques.
- La Nuit n’a pas de nom, Gallimard, 1986
- Mécanique sans repos, Gallimard, 1987
- Le Père excommunié, Gallimard, 1989
- La Clé de l’abîme, Gallimard, 1990
- La Terrasse des ombres, Gallimard, 1992
- L’Autre visite, Gallimard, 1993
- Arion, Gallimard, 1995
- Un cri de solitude, Gallimard, 1997 (inachevé, publié à titre posthume).